# Wüst Inlet
Das Wüst Inlet ist eine vereiste, zwischen 3 und 8 km breite Bucht an der Black-Küste des Palmerlands auf der Antarktischen Halbinsel.  Sie liegt auf der Ostseite der Merz-Halbinsel zwischen Kap Christmas und dem Old Mans Head.
Teilnehmer der United States Antarctic Service Expedition (1939–1941) entdeckten und fotografierten sie Dezember 1940 aus der Luft. Weitere Luftaufnahmen entstanden 1947 bei der Ronne Antarctic Research Expedition (1947–1948), die zudem in Zusammenarbeit mit dem Falkland Islands Dependencies Survey (FIDS) die geodätische Vermessung vor Ort vornahm. Der FIDS benannte die Bucht nach dem deutschen Ozeanographen Georg Wüst (1890–1977).